# M'bitom
M'bitom est un village camerounais de la région de l'Est. Il dépend du département de Lom-et-Djérem, de la commune de Bétaré-Oya et du canton de M'bitom. 

## Population
D'après le recensement de 2005, M'bitom comptait 4 308 habitants. En 2011 il en comptait 4 500 dont 1 643 jeunes de moins de 15 ans et 957 enfants de moins de 5 ans. 
La population de M'bitom est majoritairement issue du groupe ethnique des Vütés. 

## Infrastructures
M'bitom possède l'un des dix centres de santé de la commune de Bétaré-Oya, un dispensaire catholique et l'un des six marchés plein air. 
En 2011, d'après le plan communal de développement de Bétaré-Oya il était prévu d'ouvrir une route entre Doyo et M'bitom (80 km) rendant plus aisés les déplacements au sein du canton. 
Il était aussi en projet de construire une salle communautaire, une poste agricole, un magasin de stockage de produits agricoles, une aire d'abattage, un centre zootechnique et vétérinaire, un bain dé tiqueurs[Quoi ?], une pépinière forestière, un marché communal. 
Le plan de développement indique l'ajout de huit salles de classe au CES de M'bitom ainsi que la construction d'un bloc administratif et d'un centre multimédia pour le lycée du village. Il est aussi fait mention de la construction d'un centre d'alphabétisation et d'un centre communal d'apprentissage et de formation professionnelle.